# Freiheitsfest
Das Freiheitsfest war eine am 14. Juli 1790, zum Jahrestag des Sturms auf die Bastille, in Hamburg veranstaltete politische Feier auf Initiative des Kaufmanns Georg Heinrich Sieveking. Es fand in dem damals vor dem Dammtor gelegenen Harvestehude statt. Über die genaue Örtlichkeit gibt es widersprüchliche Angaben. So wird einerseits der Garten des Wohnhauses Sievekings angegeben, andere Beschreibungen geben die Gartenwirtschaft des Klosterkrugs am Harvestehuder Weg an. Eine Feier zu Ehren der Französischen Revolution war hier möglich, da Hamburg und insbesondere das benachbarte dänische Altona am Ende des 18. Jahrhunderts als Städte galten, in denen sich das liberale Bürgertum zur Freigeistigkeit bekannte und für die Ideen der Aufklärung einsetzte.
Das Fest wurde am selben Tag wie das Föderationsfest in Paris durchgeführt und stand im Blick einer allgemeinen öffentlichen Aufmerksamkeit. So ist es sowohl in Berichten von Zeitgenossen wie in zahlreichen Darstellungen über den Einfluss der Französischen Revolution auf Deutschland erwähnt worden. Als beachtenswert galt dabei vor allem die Gästeliste – es nahmen etwa 80 Personen teil – mit namhaften Persönlichkeiten des Hamburger und Altonaer Gesellschaftslebens, die sich durch eine philanthropische Lebenseinstellung der Revolution verbunden fühlten. Gastgeber waren neben Sieveking der Verleger Piter Poel und die Kaufleute Conrad Johann Matthiessen und Caspar Voght. Zu den bekannten Gästen zählten der Dichter Friedrich Gottlieb Klopstock, der Schriftsteller Adolph Freiherr von Knigge, der Finanzwissenschaftler Friedrich Ferdinand Alexander zu Dohna-Schlobitten, der Beamte und Schriftsteller Friedrich Wilhelm Basilius von Ramdohr, Sievekings Schwiegervater, der Arzt Johann Albert Heinrich Reimarus, dessen Frau Sophie und Tochter Christine, der Altonaer Arzt Johann August Unzer, die Kaufmannsgattin Magdalena Pauli, der Domherr Friedrich Johann Lorenz Meyer und der Pädagoge und Publizist Johann Georg Büsch.

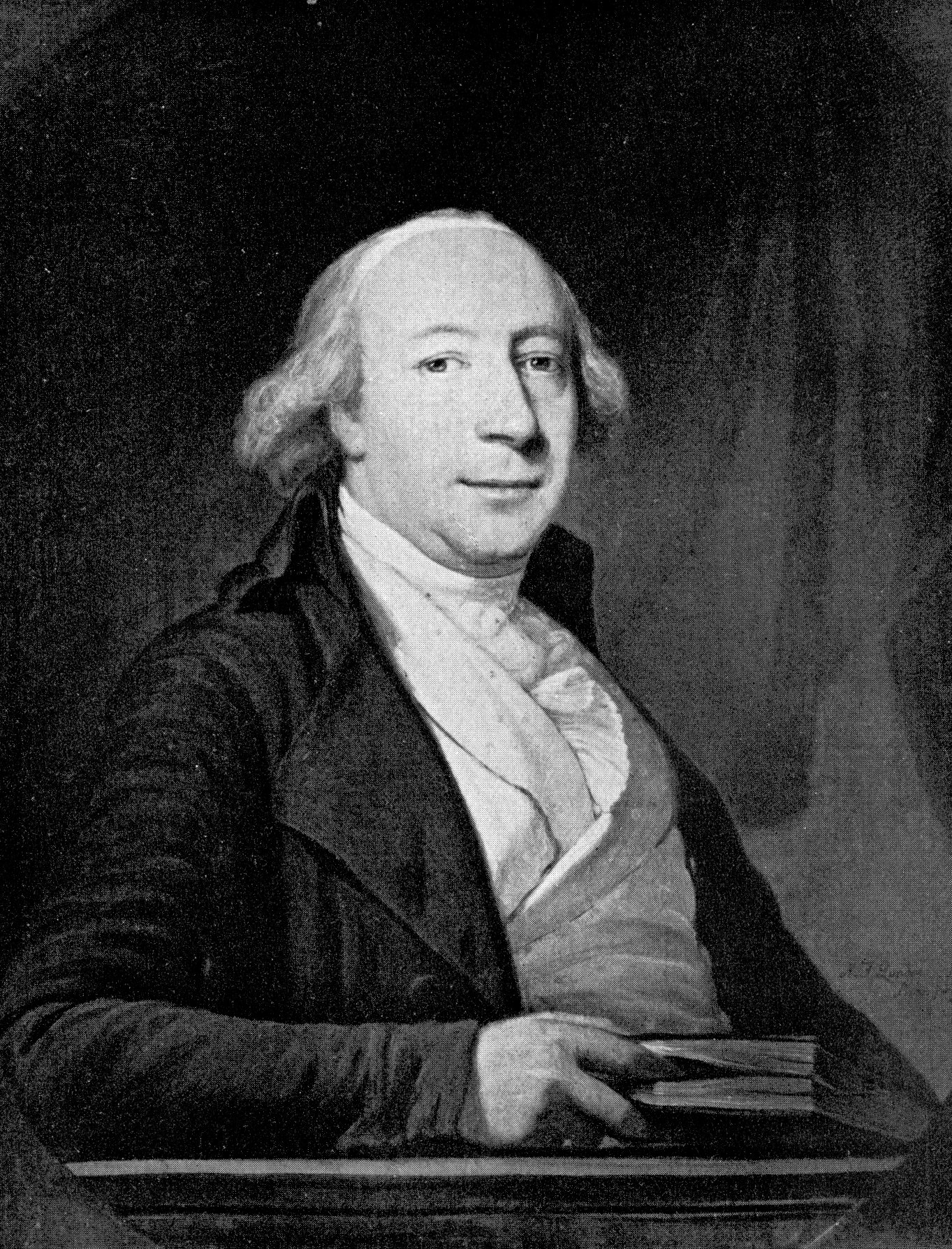
Georg Heinrich Sieveking
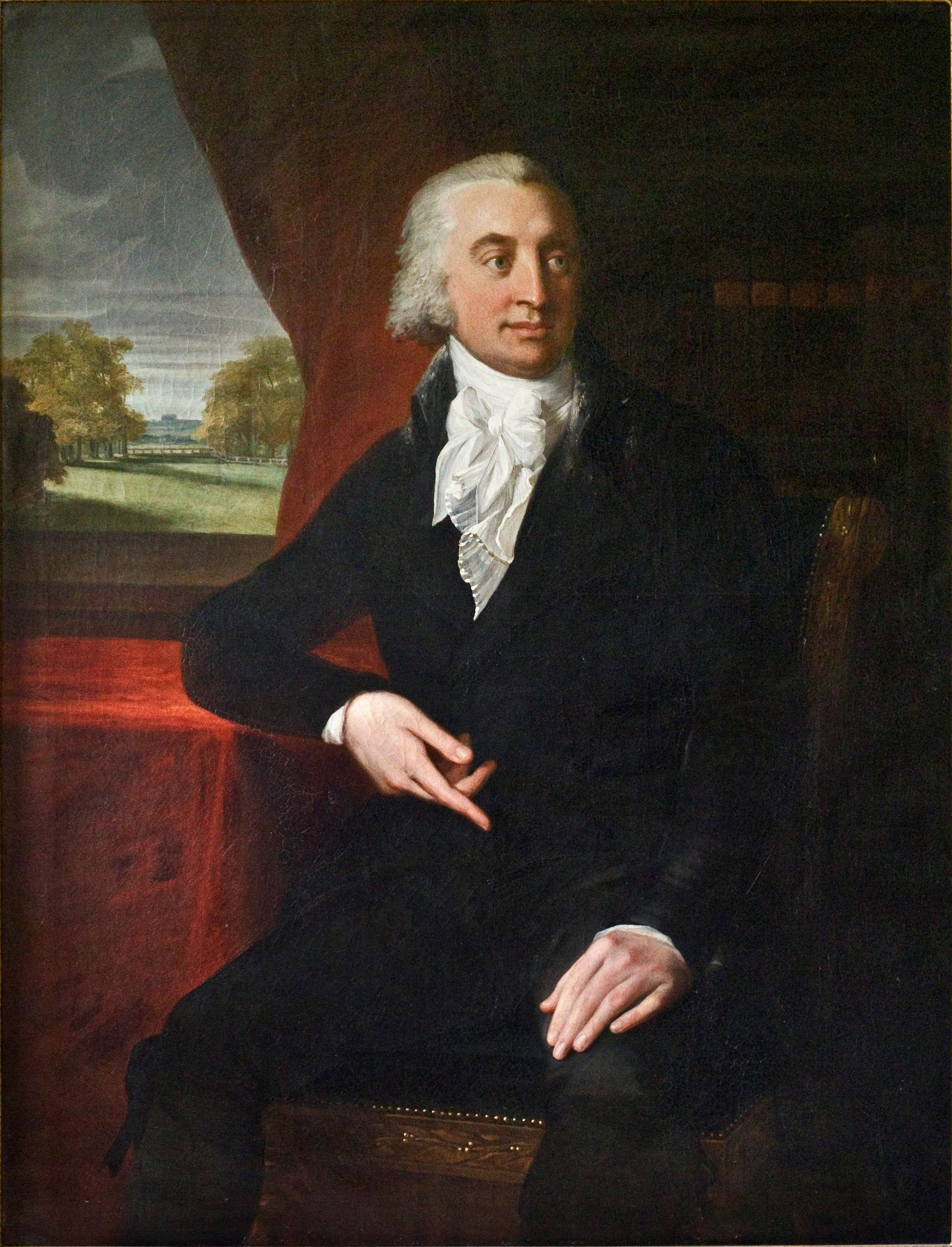
Caspar Voght
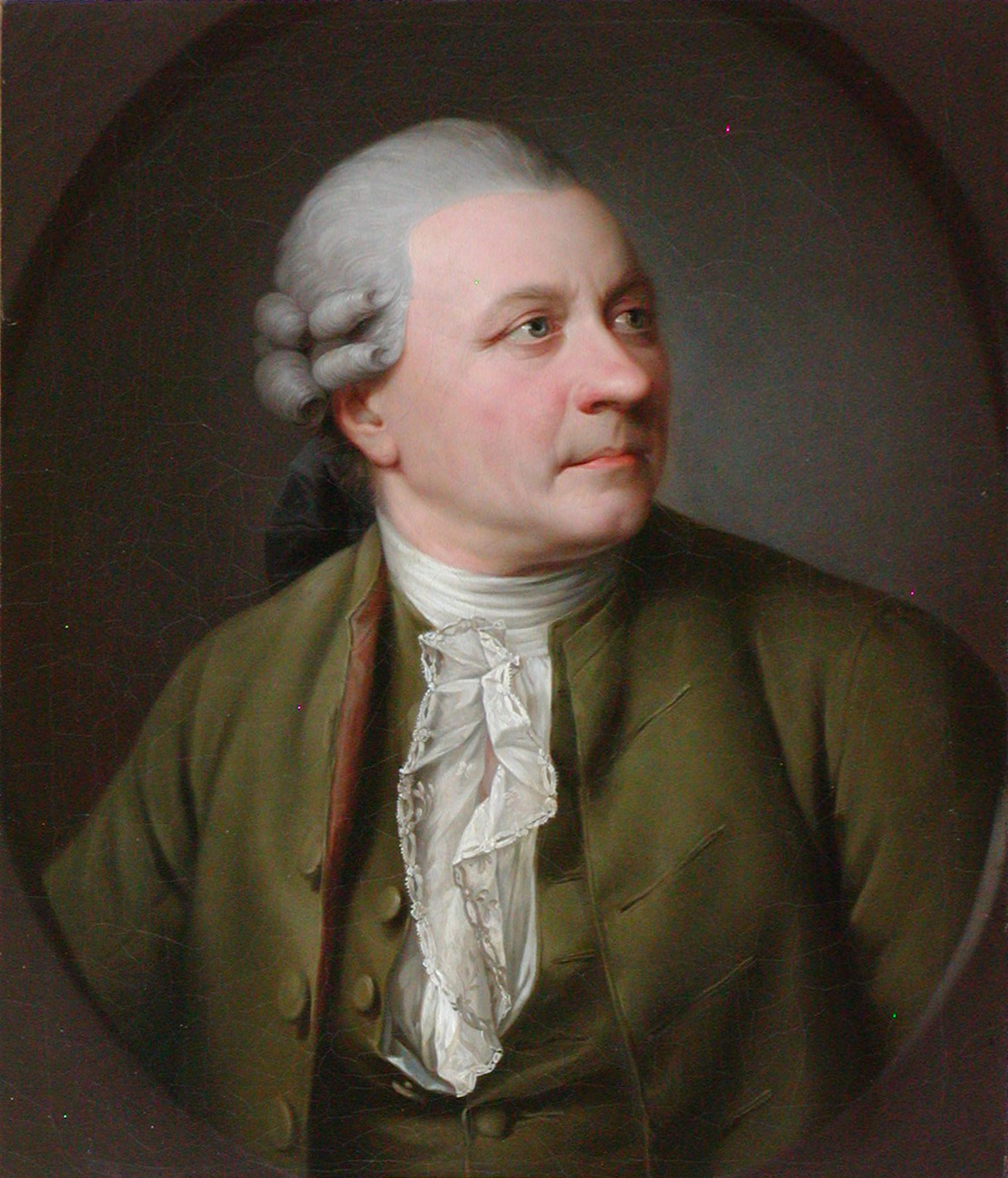
Friedrich Klopstock
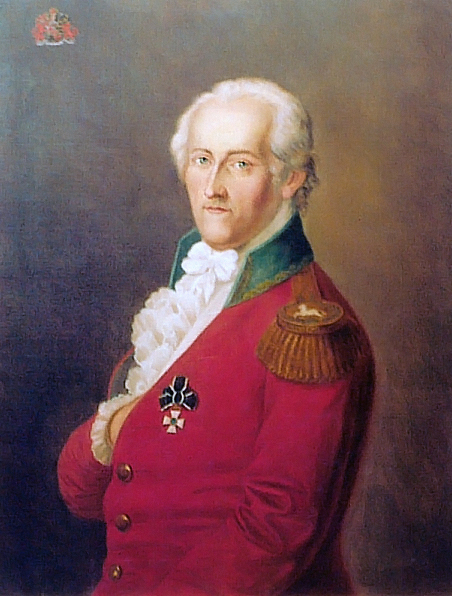
Adolph Knigge
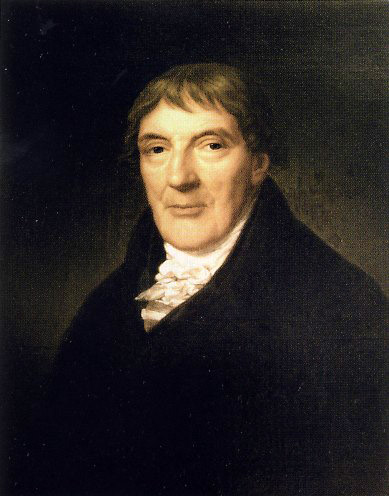
Johann Reimarus

Der Ablauf des Festes wurde von den Beteiligten ausführlich in Briefen beschrieben:

„Alles, was von rechtlichen, für Freyheit warmen Leuten in Hamburg lebt, war zugegen – kein Edelmann außer mir, dem Grafen Dohna und Ramdohr aus Zelle, und kein Fürstenknecht war dazu eingeladen. Alle Frauen-Zimmer waren weiß gekleidet und trugen weiße Strohhüte mit dem National-Bande [...]. Wir hatten auch Music. Ein Chor von Jungfrauen, die musicalisch waren, sang ein dazu verfertigtes Lied, wovon der Refrain von uns Allen wiederholt wurde. Wir blieben von 10 Uhr des Morgens an, den ganzen Tag zusammen. Die drey schönsten jungen Weiber sammelten für die Armen. Klopstock las zwey neue Oden. Bei Abfeuerung der Canonen, Music und lautem Jubel, wurden Gesundheiten getrunken, unter anderen: ‚auf baldige Nachfolge in Abschaffung des Fürsten-Despotismus‘ pp.“

Als einer der Höhepunkte der Feier galt Klopstocks Vortrag von zwei Revolutionsoden, die mit Begeisterung aufgenommen wurden. Ein weiterer Höhepunkt war das von Sieveking verfasste Lied, das nach der volkstümlichen Melodie der Ode An die Freude von einem Chor gesungen und von den Beteiligten aufgegriffen wurde.

„Freie Deutsche, singt die Stunde,
Die der Knechtschaft Ketten brach
Schwöret Treu dem großen Bunde,
Unsrer Schwester Frankreich nach!
Eure Herzen sei’n Altäre
Zu der hohen Freiheit Ehre!
Chor:
Laßt uns großer Tat uns freun,
Frei, frei, frei und reinen Herzens sein!“

Über das Fest, aber auch über das Lied, wurde nicht nur in der deutschen, sondern auch in der französischen Presse berichtet. Am 22. Juli 1790 veröffentlichte die Zeitung Adreß-Comtoir-Nachrichten den Text. In den folgenden Jahren verringerte sich der Enthusiasmus des Hamburger Kreises. 1793 distanzierte sich Georg Heinrich Sieveking öffentlich vom weiteren, blutigen Verlauf der Revolution in Frankreich.